# 巴廷达县

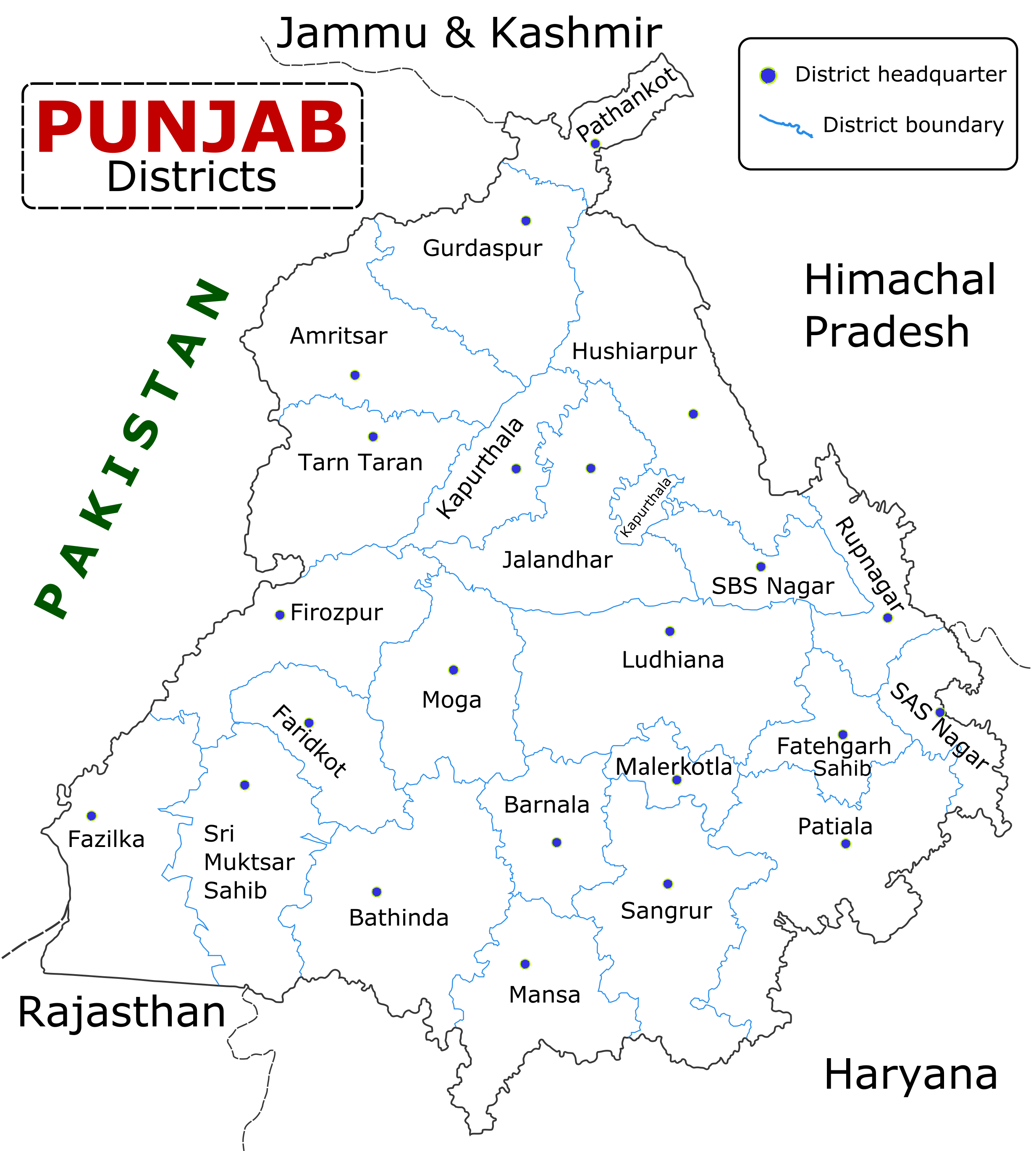

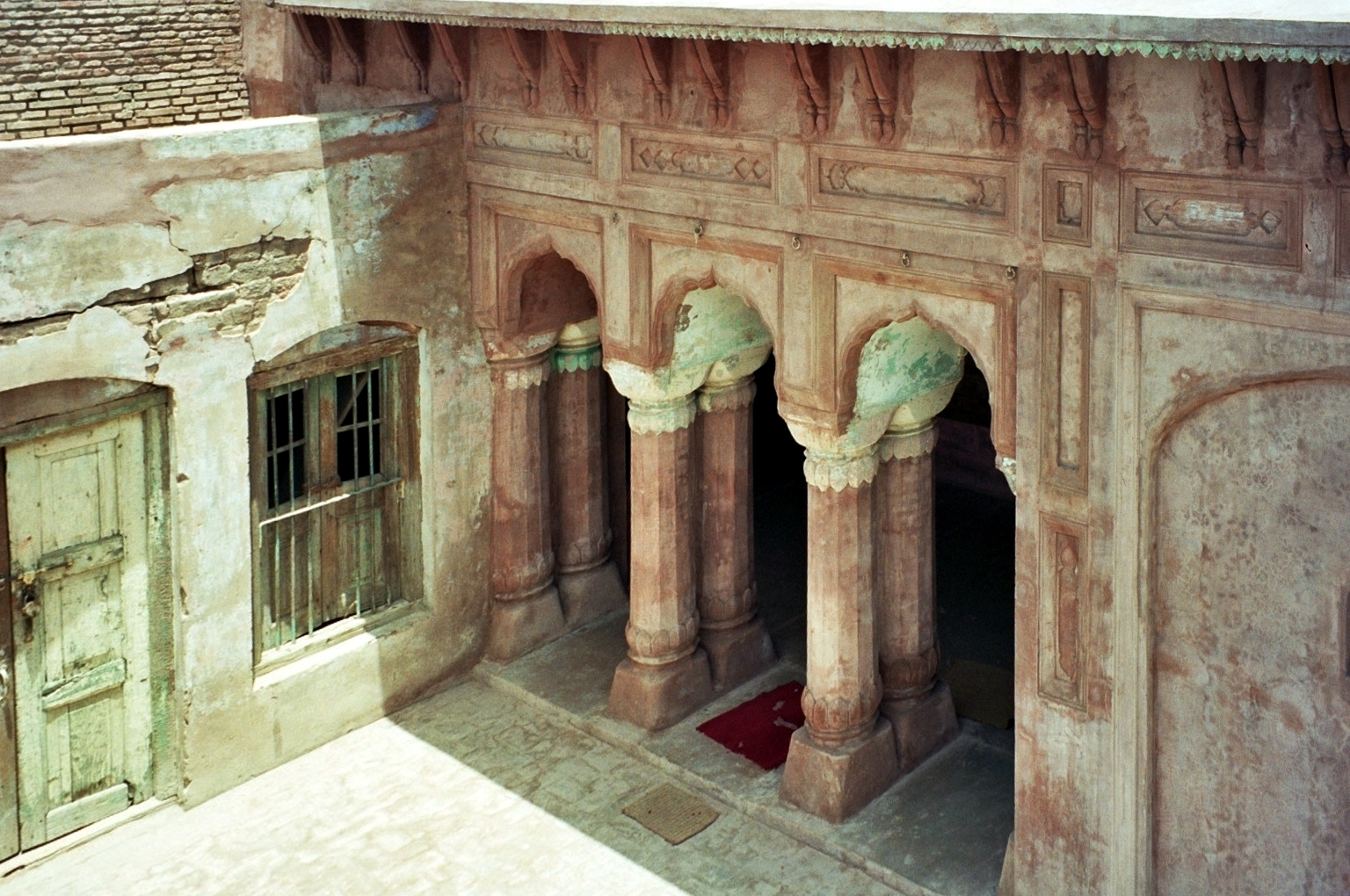

珀丁達縣是印度的一個縣，位於該國西北部，由旁遮普邦負責管轄，面積3,377平方公里，識字率為17.37%，2011年人口1,388,859，人口密度每平方公里411人。